# Úhřetická Lhota
Úhřetická Lhota é uma comuna checa localizada na região de Pardubice, distrito de Pardubice.